# Юньфу
Юньфу (кит. спр. 云浮市, піньїнь: Yúnfú Shì) — місто-округ в китайській провінції Гуандун. 

## Географія
Юньфу розташовується у північній частині провінції. Північним кордоном міста слугує річка Сіцзян.

### Клімат
Місто знаходиться у зоні, котра характеризується вологим субтропічним кліматом. Найтепліший місяць — липень із середньою температурою 28.5 °C (83.3 °F). Найхолодніший місяць — січень, із середньою температурою 13.5 °С (56.3 °F).
| Клімат Юньфу            | Клімат Юньфу | Клімат Юньфу | Клімат Юньфу | Клімат Юньфу | Клімат Юньфу | Клімат Юньфу | Клімат Юньфу | Клімат Юньфу | Клімат Юньфу | Клімат Юньфу | Клімат Юньфу | Клімат Юньфу | Клімат Юньфу |
| Показник                | Січ.         | Лют.         | Бер.         | Квіт.        | Трав.        | Черв.        | Лип.         | Серп.        | Вер.         | Жовт.        | Лист.        | Груд.        | Рік          |
| Середня температура, °C | 13,5         | 14,2         | 17,6         | 21,8         | 25,6         | 27,3         | 28,5         | 28,2         | 27           | 23,8         | 19,3         | 15,2         | 21,8         |
| Норма опадів, мм        | 41.3         | 66.2         | 83.3         | 199.4        | 303.8        | 278.5        | 219.3        | 275          | 169.5        | 72.7         | 41.3         | 27.2         | 1777.5       |
| Днів з опадами          | 9,7          | 12,1         | 14,7         | 16,8         | 18,5         | 19,6         | 17,4         | 18           | 13,5         | 8,8          | 7,4          | 7,8          | 164,3        |
| Вологість повітря, %    | 72.5         | 79.9         | 82.4         | 84.1         | 83.2         | 83.1         | 80.4         | 81.8         | 77.9         | 73.4         | 70.8         | 69.8         | 78.3         |
| ----------------------- | ------------ | ------------ | ------------ | ------------ | ------------ | ------------ | ------------ | ------------ | ------------ | ------------ | ------------ | ------------ | ------------ |
| Джерело: Weatherbase    |              |              |              |              |              |              |              |              |              |              |              |              |              |

## Адміністративний поділ
Префектура поділяється на 2 райони, 1 місто та 2 повіти:
| Карта                              | Карта   | Карта    | Карта            |
| ---------------------------------- | ------- | -------- | ---------------- |
| Юйнань Юньань Юньчен Сіньсін Лодін |         |          |                  |
| Статус                             | Назва   | Оригінал | Населення (2020) |
| Район                              | Юньань  | 云安区   | 235 390          |
| Район                              | Юньчен  | 云城区   | 408 537          |
| Місто                              | Лодін   | 罗定市   | 936 931          |
| Повіт                              | Сіньсін | 新兴县   | 430 831          |
| Повіт                              | Юйнань  | 郁南县   | 371 661          |